# Polythore gigantea
Polythore gigantea là loài chuồn chuồn trong họ Polythoridae. Loài này được Selys mô tả khoa học đầu tiên năm 1853.